# Kraglattor

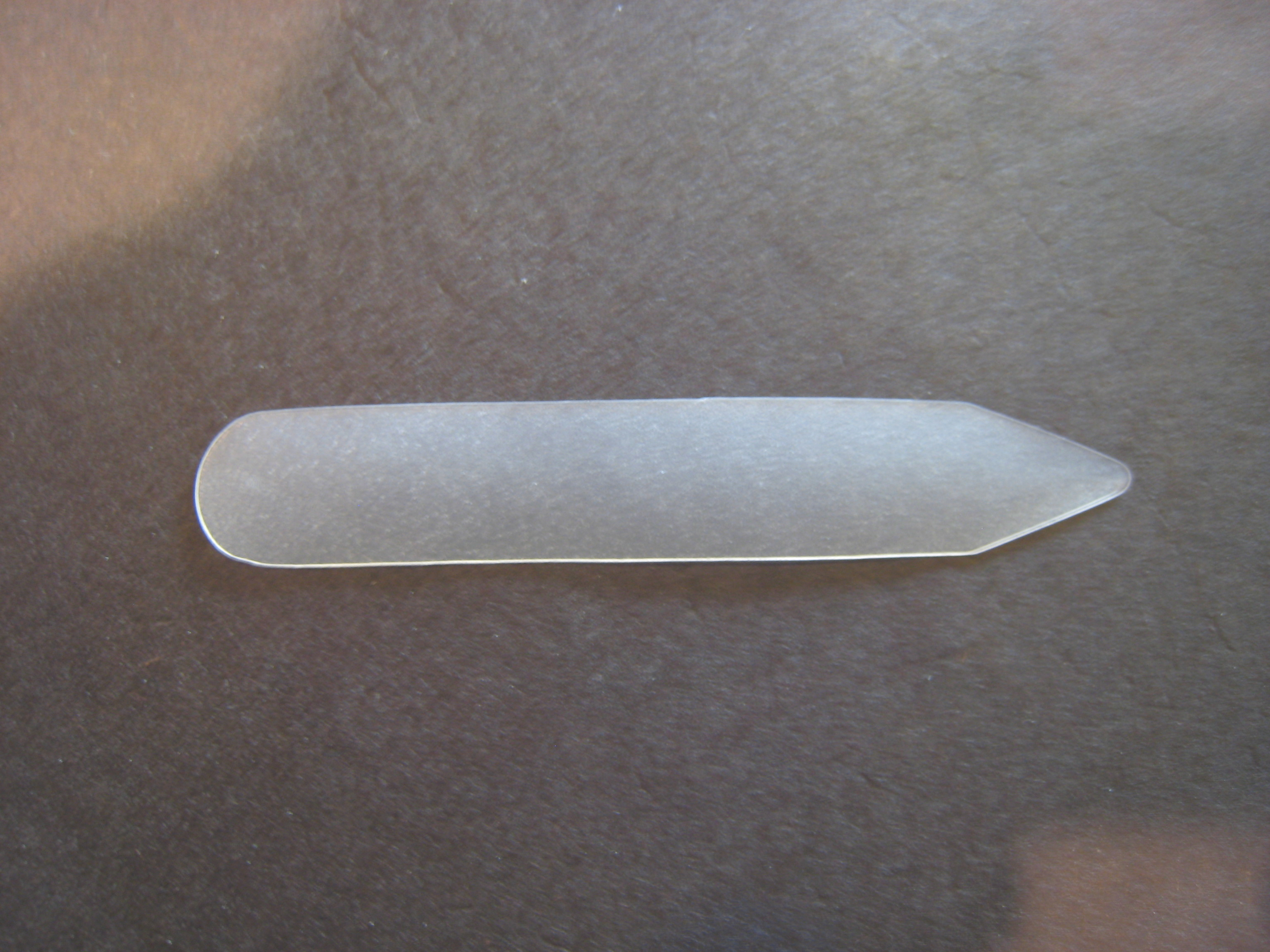
Kraglatta i plast

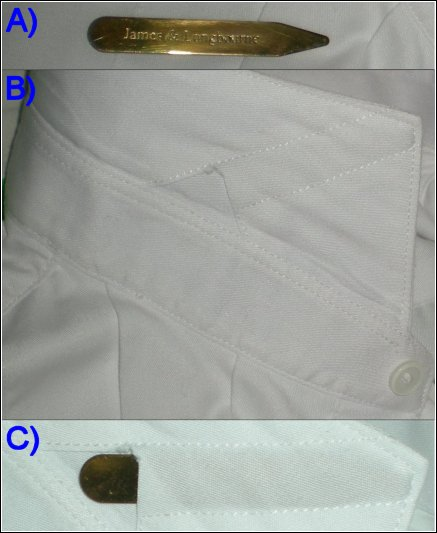
Kraglattor (mässing)
A) Kraglattan (i detta fall: mässing)
B) Fickans (kanalen) placering.
C) Kraglattan fullständigt införd.

Med Kraglattor avses (två) små smala, spetsformiga föremål, som införs i sydda fickor (kanaler) i en skjortas kragsnibbar. Kraglattorna kan avlägsnas ur fickorna till exempel vid tvätt. Kraglattornas uppgift är att bevara kragsnibbarnas form och fason, och förhindra att de blir vikta. Kraglattor kan vara tillverkade i olika material, såsom plast, ädelmetaller (guld, silver) samt även rostfritt stål, mässing, etc. Förr kunde kraglattor även vara tillverkade av elfenben.